# Nick DeLeon
Pour les articles homonymes, voir DeLeon.
Nick DeLeon est un joueur américain de soccer, né le 17 juillet 1990 à Phoenix (Arizona, États-Unis). Il évolue au poste de milieu ou de latéral droit.

## Biographie

### Carrière en club
Fils de l'international trinadadien Leroy DeLeon, Nick joue au soccer à Phoenix depuis son plus jeune âge. Il intègre l'Université du Nevada à Las Vegas et rejoint logiquement l'équipe universitaire des Rebels d'UNLV en NCAA en 2008.
Durant l'été 2010, il prend part à la US Open Cup avec l'équipe amateur des Sahuaros de l'Arizona et décide de changer d'université et connaît le succès avec les Cardinals de Louisville.
À l'issue de ces quatre années de sport universitaire, DeLeon est repêché à la 7e position de la MLS SuperDraft 2012 par D.C. United.
DeLeon inscrit le but de la victoire lors du match retour des demi-finales de conférence de la Coupe MLS, à la 88e minute du match contre les Red Bulls de New York de Thierry Henry le 8 novembre 2012.

### Carrière internationale
Nick DeLeon est approché à plusieurs reprises pour rejoindre l'équipe nationale de Trinité-et-Tobago.

## Palmarès
- D.C. United
  - Vainqueur de la Coupe des États-Unis en 2013.

## Statistiques
| Saison                | Club                  | Championnat           | Championnat | Championnat | Championnat | Coupe(s) nationale(s) | Coupe(s) nationale(s) | Coupe(s) nationale(s) | Compétition(s) continentale(s) | Compétition(s) continentale(s) | Compétition(s) continentale(s) | Compétition(s) continentale(s) | Séries | Séries | Séries | Total | Total | Total |
| Saison                | Club                  | Division              | M.          | B.          | P.d.        | M.                    | B.                    | P.d.                  | Comp.                          | M.                             | B.                             | P.d.                           | M.     | B.     | P.d.   | M.    | B.    | P.d.  |
| 2012                  | D.C. United           | MLS                   | 28          | 6           | 3           | 2                     | 0                     | 1                     | -                              | -                              | -                              | -                              | 4      | 2      | 0      | 34    | 8     | 4     |
| 2013                  | D.C. United           | MLS                   | 25          | 2           | 2           | 5                     | 1                     | 0                     | -                              | -                              | -                              | -                              | -      | -      | -      | 30    | 3     | 2     |
| 2014                  | D.C. United           | MLS                   | 32          | 2           | 3           | 0                     | 0                     | 0                     | LCC                            | 0                              | 0                              | 0                              | 2      | 1      | 0      | 34    | 3     | 3     |
| 2015                  | D.C. United           | MLS                   | 29          | 2           | 2           | 1                     | 1                     | 0                     | LCC+LCC                        | 2+0                            | 0                              | 0                              | 3      | 0      | 0      | 35    | 3     | 2     |
| 2016                  | D.C. United           | MLS                   | 32          | 1           | 0           | 0                     | 0                     | 0                     | LCC                            | 2                              | 0                              | 0                              | 1      | 0      | 0      | 35    | 1     | 0     |
| 2017                  | D.C. United           | MLS                   | 19          | 0           | 0           | 0                     | 0                     | 0                     | -                              | -                              | -                              | -                              | -      | -      | -      | 19    | 0     | 0     |
| 2018                  | D.C. United           | MLS                   | 15          | 0           | 1           | 0                     | 0                     | 0                     | -                              | -                              | -                              | -                              | 1      | 1      | 0      | 16    | 1     | 1     |
| Sous-total            | Sous-total            | Sous-total            | 180         | 13          | 11          | 8                     | 2                     | 1                     | -                              | 4                              | 0                              | 0                              | 11     | 4      | 0      | 203   | 19    | 12    |
| 2019                  | Toronto FC            | MLS                   | 32          | 6           | 1           | 2                     | 2                     | 1                     | LCC                            | 1                              | 0                              | 0                              | 4      | 2      | 1      | 39    | 10    | 3     |
| 2020                  | Toronto FC            | MLS                   | 22          | 1           | 2           | -                     | -                     | -                     | -                              | -                              | -                              | -                              | 1      | 0      | 0      | 23    | 1     | 2     |
| 2021                  | Toronto FC            | MLS                   | 16          | 1           | 0           | 2                     | 0                     | 0                     | LCC                            | 3                              | 0                              | 0                              | -      | -      | -      | 21    | 1     | 0     |
| Sous-total            | Sous-total            | Sous-total            | 70          | 8           | 3           | 4                     | 2                     | 1                     | -                              | 4                              | 0                              | 0                              | 5      | 2      | 1      | 83    | 12    | 5     |
| Total sur la carrière | Total sur la carrière | Total sur la carrière | 250         | 21          | 14          | 12                    | 4                     | 2                     | -                              | 8                              | 0                              | 0                              | 16     | 6      | 2      | 286   | 31    | 18    |